# 宋漢 (明朝)
宋漢（1447年—？），字天章，山東萊州府膠州人，民籍，明朝政治人物。同進士出身。

## 生平
早年出身國子生，山東鄉試第五十名。成化十四年（1478年）戊戌科會試第二百一十八名，殿試登進士第三甲第一百二十九名。擢授江西道監察御史，丁憂歸，服闋，弘治九年（1496年）四月復除原职，十三年六月升湖廣按察司副使。

## 家族
曾祖父宋玘宗，贈衛經歷。祖父宋昇。父亲宋儀。前母王氏，母鄭氏，继母夏氏。具慶下。娶纪氏，继娶陳氏。